# Prvenstvo Jugoslavije u košarci
Košarka je u bivšoj Jugoslaviji bila uz nogomet jedan od najpopularnijih sportova, a važnu ulogu su igrali i hrvatski klubovi kao što su Cibona iz Zagreba, Split i Zadar, a najuspješniji klubovi iz ostalih krajeva bivše Jugoslavije su bili Crvena zvezda,  Partizan i OKK iz Beograda, Olimpija iz Ljubljane, te Bosna iz Sarajeva. 
Prvo prvenstvo Jugoslavije za klubove se održalo 1940. godine, a tijekom vremena je postalo najjače košarkaško prvenstvo u Europi. Prvenstvo 1945. godine su odigrale momčadi vojnih selekcija, a potom je prvenstvo postalo za klubove. U sezonama 1946., 1947., 1948., 1952. i 1953. su prvo igrana republička prvenstva, pa potom završnica prvenstva, a u ostalim sezonama se igrala normalna liga. Do 1967. se igralo tokom kalendarske godine, a od 1967./68. se prešlo na sustav proljeće/jesen, te su svi klubovi morali igrati u dvoranama, za razliku od prijašnjih godina, kada se moglo igrati i na otvorenim igralištima. 
Od sezone 1981/82. prvak bi se odlučivao doigravanjem u između najboljih momčadi u ligaškom dijelu prvenstva, a kao zanimljivost valja navesti da je u doigravanju, pored plasiranih momčadi iz prve lige, sudjelovao i prvak druge lige (1.B lige), tako da je teoretski, prvak druge lige iste godine mogao postati i državnim prvakom.

## Pregled po sezonama
| sezona (mjesto) 1                                               | broj klubova 2                                                  | prvak                                                           | rez. finala 3                                                   | doprvak                                                         | prvoplasirani                                                   | drugoplasirani                                                  | trećeplasirani                                                  |
|                                                                 |                                                                 | doigravanje / majstorica                                        | doigravanje / majstorica                                        | doigravanje / majstorica                                        | Liga / završnica po liga sustavu                                | Liga / završnica po liga sustavu                                | Liga / završnica po liga sustavu                                |
| Prvenstvo Kraljevine Jugoslavije - prvenstvo sokolskih društava | Prvenstvo Kraljevine Jugoslavije - prvenstvo sokolskih društava | Prvenstvo Kraljevine Jugoslavije - prvenstvo sokolskih društava | Prvenstvo Kraljevine Jugoslavije - prvenstvo sokolskih društava | Prvenstvo Kraljevine Jugoslavije - prvenstvo sokolskih društava | Prvenstvo Kraljevine Jugoslavije - prvenstvo sokolskih društava | Prvenstvo Kraljevine Jugoslavije - prvenstvo sokolskih društava | Prvenstvo Kraljevine Jugoslavije - prvenstvo sokolskih društava |
| --------------------------------------------------------------- | --------------------------------------------------------------- | --------------------------------------------------------------- | --------------------------------------------------------------- | --------------------------------------------------------------- | --------------------------------------------------------------- | --------------------------------------------------------------- | --------------------------------------------------------------- |
| 1940. Borovo - Vukovar                                          | 6                                                               | Zagreb II                                                       | 45:12                                                           | Sušak (Sušak - Rijeka)                                          |                                                                 |                                                                 |                                                                 |
| Prvenstvo vojnih selekcija                                      |                                                                 |                                                                 |                                                                 |                                                                 |                                                                 |                                                                 |                                                                 |
| 1945. Subotica                                                  | 5                                                               | Jugoslavenska narodna armija                                    | 21:18                                                           | Srbija                                                          |                                                                 |                                                                 |                                                                 |
| Prvenstvo FNRJ / SFRJ                                           |                                                                 |                                                                 |                                                                 |                                                                 |                                                                 |                                                                 |                                                                 |
| 1946. Beograd                                                   | 8                                                               |                                                                 |                                                                 |                                                                 | Crvena zvezda Beograd                                           | Zadar                                                           | Egyseg Novi Sad                                                 |
| 1947. Zagreb                                                    | 5                                                               |                                                                 |                                                                 |                                                                 | Crvena zvezda Beograd                                           | Zadar                                                           | Partizan Beograd                                                |
| 1948. Beograd                                                   | 6                                                               |                                                                 |                                                                 |                                                                 | Crvena zvezda Beograd                                           | Proleter Zrenjanin                                              | Jedinstvo Zagreb                                                |
| 1949.                                                           | 10                                                              |                                                                 |                                                                 |                                                                 | Crvena zvezda Beograd                                           | Partizan Beograd                                                | Mladost Zagreb                                                  |
| 1950.                                                           | 10                                                              |                                                                 |                                                                 |                                                                 | Crvena zvezda Beograd                                           | Partizan Beograd                                                | Železničar Ljubljana                                            |
| 1951.                                                           | 12                                                              |                                                                 |                                                                 |                                                                 | Crvena zvezda Beograd                                           | Partizan Beograd                                                | Mladost Zagreb                                                  |
| 1952.                                                           | 4                                                               |                                                                 |                                                                 |                                                                 | Crvena zvezda Beograd                                           | Proleter Zrenjanin                                              | Partizan Beograd                                                |
| 1953.                                                           | 4                                                               |                                                                 |                                                                 |                                                                 | Crvena zvezda Beograd                                           | AŠK Ljubljana                                                   | Lokomotiva Zagreb                                               |
| 1954.                                                           | 12                                                              |                                                                 |                                                                 |                                                                 | Crvena zvezda Beograd                                           | Mladost Zagreb                                                  | Proleter Zrenjanin                                              |
| 1955.                                                           | 10                                                              |                                                                 |                                                                 |                                                                 | Crvena zvezda Beograd                                           | Proleter Zrenjanin                                              | Partizan Beograd                                                |
| 1956.                                                           | 10                                                              |                                                                 |                                                                 |                                                                 | Proleter Zrenjanin                                              | Olimpija Ljubljana                                              | Partizan Beograd                                                |
| 1957.                                                           | 10                                                              |                                                                 |                                                                 |                                                                 | Olimpija Ljubljana                                              | Proleter Zrenjanin                                              | Crvena zvezda Beograd                                           |
| 1958.                                                           | 10                                                              |                                                                 |                                                                 |                                                                 | OKK Beograd                                                     | Olimpija Ljubljana                                              | Crvena zvezda Beograd                                           |
| 1959.                                                           | 10                                                              |                                                                 |                                                                 |                                                                 | Olimpija Ljubljana                                              | Crvena zvezda Beograd                                           | Željezničar Karlovac                                            |
| 1960.                                                           | 10                                                              |                                                                 |                                                                 |                                                                 | OKK Beograd                                                     | Olimpija Ljubljana                                              | Zadar                                                           |
| 1961.                                                           | 10                                                              |                                                                 |                                                                 |                                                                 | Olimpija Ljubljana                                              | Lokomotiva Zagreb                                               | OKK Beograd                                                     |
| 1962.                                                           | 10                                                              |                                                                 |                                                                 |                                                                 | Olimpija Ljubljana                                              | OKK Beograd                                                     | Zadar                                                           |
| 1963.                                                           | 10                                                              |                                                                 |                                                                 |                                                                 | OKK Beograd                                                     | Partizan Beograd                                                | Olimpija Ljubljana                                              |
| 1964.                                                           | 10                                                              |                                                                 |                                                                 |                                                                 | OKK Beograd                                                     | Zadar                                                           | Crvena zvezda Beograd                                           |
| 1965.                                                           | 12                                                              |                                                                 |                                                                 |                                                                 | Zadar                                                           | Olimpija Ljubljana                                              | OKK Beograd                                                     |
| 1966.                                                           | 12                                                              |                                                                 |                                                                 |                                                                 | Olimpija Ljubljana                                              | Partizan Beograd                                                | Zadar                                                           |
| 1967.                                                           | 12                                                              |                                                                 |                                                                 |                                                                 | Zadar                                                           | Olimpija Ljubljana                                              | Crvena zvezda Beograd                                           |
| 1967./68.                                                       | 12                                                              |                                                                 |                                                                 |                                                                 | Zadar                                                           | Olimpija Ljubljana                                              | Crvena zvezda Beograd                                           |
| 1968./69.                                                       | 12                                                              |                                                                 |                                                                 |                                                                 | Crvena zvezda Beograd                                           | Olimpija Ljubljana                                              | Jugoplastika Split                                              |
| 1969./70.                                                       | 12                                                              |                                                                 |                                                                 |                                                                 | Olimpija Ljubljana                                              | Crvena zvezda Beograd                                           | Jugoplastika Split                                              |
| 1970./71.                                                       | 12                                                              |                                                                 |                                                                 |                                                                 | Jugoplastika Split                                              | Lokomotiva Zagreb                                               | Crvena zvezda Beograd                                           |
| 1971./72. Ljubljana                                             | 12                                                              | Crvena zvezda Beograd                                           | 75:70                                                           | Jugoplastika Split                                              | Crvena zvezda Beograd                                           | Jugoplastika Split                                              | Lokomotiva Zagreb                                               |
| 1972./73.                                                       | 14                                                              |                                                                 |                                                                 |                                                                 | Radnički Beograd                                                | Crvena zvezda Beograd                                           | Partizan Beograd                                                |
| 1973./74.                                                       | 14                                                              |                                                                 |                                                                 |                                                                 | Zadar                                                           | Jugoplastika Split                                              | Crvena zvezda Beograd                                           |
| 1974./75.                                                       | 14                                                              |                                                                 |                                                                 |                                                                 | Zadar                                                           | Jugoplastika Split                                              | Partizan Beograd                                                |
| 1975./76.                                                       | 14                                                              |                                                                 |                                                                 |                                                                 | Partizan Beograd                                                | Jugoplastika Split                                              | Bosna Sarajevo                                                  |
| 1976./77. Beograd                                               | 14                                                              | Jugoplastika Split                                              | 98:96                                                           | Bosna Sarajevo                                                  | Jugoplastika Split                                              | Bosna Sarajevo                                                  | Partizan Beograd                                                |
| 1977./78.                                                       | 14                                                              |                                                                 |                                                                 |                                                                 | Bosna Sarajevo                                                  | Partizan Beograd                                                | Jugoplastika Split                                              |
| 1978./79.                                                       | 12                                                              |                                                                 |                                                                 |                                                                 | Partizan Beograd                                                | Jugoplastika Split                                              | Cibona Zagreb                                                   |
| 1979./80.                                                       | 12                                                              |                                                                 |                                                                 |                                                                 | Bosna Sarajevo                                                  | Jugoplastika Split                                              | Cibona Zagreb                                                   |
| 1980./81.                                                       | 12                                                              |                                                                 |                                                                 |                                                                 | Partizan Beograd                                                | Cibona Zagreb                                                   | Zadar                                                           |
| 1981./82.                                                       | 12                                                              | Cibona Zagreb                                                   | 112:108, 89:75                                                  | Partizan Beograd                                                | Partizan Beograd                                                | Cibona Zagreb                                                   | Crvena zvezda Beograd                                           |
| 1982./83. 4                                                     | 12                                                              | Bosna Sarajevo 4                                                | 98:103, 96:84, 82:83, 20:0 bb                                   | Šibenka Šibenik 4                                               | Šibenka Šibenik                                                 | Partizan Beograd                                                | Bosna Sarajevo                                                  |
| 1983./84.                                                       | 12                                                              | Cibona Zagreb                                                   | 78:76, 79:87, 72:71                                             | Crvena zvezda Beograd                                           | Cibona Zagreb                                                   | Crvena zvezda Beograd                                           | Zadar                                                           |
| 1984./85.                                                       | 12                                                              | Cibona Zagreb                                                   | 97:88, 89:92, 119:106                                           | Crvena zvezda Beograd                                           | Cibona Zagreb                                                   | Crvena zvezda Beograd                                           | Zadar                                                           |
| 1985./86.                                                       | 12                                                              | Zadar                                                           | 70:84, 84:73, 111:110                                           | Cibona Zagreb                                                   | Cibona Zagreb                                                   | Zadar                                                           | Budućnost Titograd                                              |
| 1986./87.                                                       | 12                                                              | Partizan Beograd                                                | 78:73, 89:88                                                    | Crvena zvezda Beograd                                           | Cibona Zagreb                                                   | Partizan Beograd                                                | Jugoplastika Split                                              |
| 1987./88.                                                       | 12                                                              | Jugoplastika Split                                              | 101:79, 80:86, 88:67                                            | Partizan Beograd                                                | Jugoplastika Split                                              | Cibona Zagreb                                                   | Partizan Beograd                                                |
| 1988./89.                                                       | 12                                                              | Jugoplastika Split                                              | 74:73, 75:70                                                    | Partizan Beograd                                                | Partizan Beograd                                                | Jugoplastika Split                                              | Bosna Sarajevo                                                  |
| 1989./90.                                                       | 12                                                              | Jugoplastika Split                                              | 98:70, 67:69, 93:63, 113:89                                     | Crvena zvezda Beograd                                           | Jugoplastika Split                                              | Crvena zvezda Beograd                                           | Zadar                                                           |
| 1990./91.                                                       | 12                                                              | POP 84 Split                                                    | 85:74, 95:91, 86:64                                             | Partizan Beograd                                                | POP 84 Split                                                    | Partizan Beograd                                                | Cibona Zagreb                                                   |

Podebljano su označeni prvaci za godinu 

1 mjesto odigravanja završnice prvenstva ili majstorice 

2 broj klubova u ligaškom dijelu prvenstva, ne uključuje klubove eliminirane u republičkim prvenstvima ili momčadi iz B lige koje su stekle pravo nastupa u doigravanju 

3 podebljano je označen rezultat koji je prvak ostvario kao domaćin; kurzivom je ostvaren rezultat na neutralnom terenu, normalne debljine je rezultat ostvaren u gostima 

4 Političkom odlukom je poništena treća utakmica finala (suprotno pravilima Williama Jonesa, prema kojima je utakmica završila rezultatom kojim je završila i nikakva naknadna odluka ne smije to mijenjati), te je tako Šibenci oduzet naslov prvaka, a dodijeljen Bosni (čija se momčad pojavila na novoj utakmici koju je organizirao KSJ)

## Momčadi po uspješnosti
| klub                                     | bivši nazivi                             | sjedište                                 | prvak                                    | doprvak                                  | ukupno                                   |
| Ukupno prvaci i doprvaci (1940. – 1991.) | Ukupno prvaci i doprvaci (1940. – 1991.) | Ukupno prvaci i doprvaci (1940. – 1991.) | Ukupno prvaci i doprvaci (1940. – 1991.) | Ukupno prvaci i doprvaci (1940. – 1991.) | Ukupno prvaci i doprvaci (1940. – 1991.) |
| ---------------------------------------- | ---------------------------------------- | ---------------------------------------- | ---------------------------------------- | ---------------------------------------- | ---------------------------------------- |
| Crvena zvezda                            |                                          | Beograd                                  | 12                                       | 7                                        | 19                                       |
| Olimpija                                 | AŠK                                      | Ljubljana                                | 6                                        | 8                                        | 14                                       |
| Split                                    | Jugoplastika POP 84                      | Split                                    | 6                                        | 6                                        | 12                                       |
| Zadar                                    |                                          | Zadar                                    | 6                                        | 3                                        | 9                                        |
| Partizan                                 |                                          | Beograd                                  | 4                                        | 10                                       | 14                                       |
| OKK                                      |                                          | Beograd                                  | 4                                        | 1                                        | 5                                        |
| Cibona                                   | Lokomotiva                               | Zagreb                                   | 3                                        | 4                                        | 7                                        |
| Bosna                                    |                                          | Sarajevo                                 | 31                                       | 1                                        | 4                                        |
| Proleter                                 |                                          | Zrenjanin                                | 1                                        | 4                                        | 5                                        |
| Radnički                                 |                                          | Beograd                                  | 1                                        |                                          | 1                                        |
| JNA                                      |                                          |                                          | 1                                        |                                          | 1                                        |
| SK Zagreb II                             |                                          | Zagreb                                   | 1                                        |                                          | 1                                        |
| Šibenik                                  | Šibenka                                  | Šibenik                                  |                                          | 1                                        | 1                                        |
| Mladost                                  |                                          | Zagreb                                   |                                          | 1                                        | 1                                        |
| Srbija                                   |                                          |                                          |                                          | 1                                        | 1                                        |
| SK Sušak                                 |                                          | Rijeka                                   |                                          | 1                                        | 1                                        |

1 Političkom odlukom je poništena treća utakmica finala (suprotno pravilima Williama Jonesa, prema kojima je utakmica završila rezultatom kojim je završila i nikakva naknadna odluka ne smije to mijenjati), te je tako Šibenci oduzet naslov prvaka, a dodijeljen Bosni (čija se momčad pojavila na novoj utakmici koju je organizirao KSJ). Tablica pokazuje stanje sukladno pravilima Williama Jonesa. 
Klubovi koji nisu bili ni prvaci ni doprvaci, a osvojili su treće mjesto su:
- iz Hrvatske:
- Jedinstvo iz Zagreba
- Željezničar iz Karlovca

- iz Vojvodine:
- Egyseg iz Novog Sada

- iz Slovenije
- Železničar iz Ljubljane
- iz Crne Gore

- Budućnost iz Podgorice

## Uspješnost po republikama i pokrajinama
(kad nađemo podatke o drugoplasiranom 1940., kad je prvak bilo Sokolsko društvo Zagreb II, ažurirati podatke)
| republika                                | prvak                                    | doprvak                                  | ukupno                                   | klubovi                                                         |                                          |
| Ukupno prvaci i doprvaci (1940. – 1991.) | Ukupno prvaci i doprvaci (1940. – 1991.) | Ukupno prvaci i doprvaci (1940. – 1991.) | Ukupno prvaci i doprvaci (1940. – 1991.) | Ukupno prvaci i doprvaci (1940. – 1991.)                        | Ukupno prvaci i doprvaci (1940. – 1991.) |
| ---------------------------------------- | ---------------------------------------- | ---------------------------------------- | ---------------------------------------- | --------------------------------------------------------------- | ---------------------------------------- |
| SR Hrvatska                              | 16                                       | 16                                       | 32                                       | Split, Zadar, Cibona, Mladost, SK Zagreb II, Šibenik1, SK Sušak |                                          |
| SR BiH                                   | 3                                        | 1                                        | 4                                        | Bosna 1                                                         |                                          |
| uža SR Srbija                            | 21                                       | 19                                       | 40                                       | Crvena zvezda, Partizan, OKK Beograd, Radnički, Srbija          |                                          |
| SR Slovenija                             | 6                                        | 8                                        | 14                                       | Olimpija                                                        |                                          |
| SAP Vojvodina                            | 1                                        | 4                                        | 5                                        | Proleter                                                        |                                          |
| SR Crna Gora                             | -                                        | -                                        | -                                        | -                                                               |                                          |
| SR Makedonija                            | -                                        | -                                        | -                                        | -                                                               |                                          |
| SAP Kosovo                               | -                                        | -                                        | -                                        | -                                                               |                                          |
| JNA                                      | 1                                        | -                                        | 1                                        | JNA                                                             |                                          |

1 Političkom odlukom je poništena treća utakmica finala (suprotno pravilima Williama Jonesa, prema kojima je utakmica završila rezultatom kojim je završila i nikakva naknadna odluka ne smije to mijenjati), te je tako Šibenci oduzet naslov prvaka, a dodijeljen Bosni (čija se momčad pojavila na novoj utakmici koju je organizirao KSJ). Tablica pokazuje stanje sukladno pravilima Williama Jonesa.